# Gruta do Capitão
A Gruta do Capitão é uma gruta portuguesa localizada na freguesia das Bandeiras, concelho da Madalena do Pico ilha do Pico, arquipélago dos Açores.
Esta cavidade apresenta uma geomorfologia de origem vulcânica em forma de tubo de lava em campo de lava de encosta. Este acidente geológico apresenta um comprimento de 200 m. por uma largura máxima de 7.5 m. e uma altura também máxima de 8 m.